# Gao Rou
En aquest nom xinès, el cognom és Gao (高).
Gao Rou (174 - 263 EC), nom estilitzat Wenhui (文惠), va ser un ministre del període dels Tres Regnes de la història xinesa. Era el cosí menor de Gao Gan. Gao Rou va ser conegut com el Ministre d'Afers Interiors de Wei. Quan Sima Yi es va aixecar en revolta, es convertí en el Gran General substituint a Cao Shuang i va ocupar el seu campament.